# Amt Weyhers
Das Amt Weyhers (historisch auch Amt Weihers) war eine Gerichts- und Verwaltungseinheit des geistlichen Fürstentums Fulda und des Fürstentums Nassau-Oranien-Fulda.

## Geschichte
Das Amt Weyhers bestand aus drei Teilen mit sehr unterschiedlicher Geschichte. Dementsprechend war das Amt ein Flickenteppich unterschiedlicher Herrschaftsrechte und Gegenstand vieler Prozesse. Verbindendes Element war die Zugehörigkeit aller drei Teile zum fuldischen Zentgericht Lütter vor der Hart.

### Gericht Lütter v.d.H.
Ausgangspunkt der Herrschaft im Gericht Lütter v. d. H. war der Burgstall Weyhers und die Burg Ebersburg. Diese Burgen waren Stammsitz der Adelsfamilie Ebersberg genannt von Weyhers. Am 13. Januar 1368 versetzte Abt Heinrich VII. eine Hälfte des Gericht Lütter v. d. H. an Friedrich von Ebersberg unter dem Vorbehalt des Vorkaufs. 1396 erhielten die von Ebersberg, von Steinau genannt Steinrück und von Weyhers den Ebersberg mit der Erlaubnis, die zerstörte Burg wieder aufzubauen, vom Fuldaer Fürstabt Johann von Merlau als fuldisches Lehen.
In den folgenden Jahrzehnten erwarb Fulda Teile des Amtes zurück. 1413 verkaufte Heinrich von Ebersberg seinen Anteil an das Hochstift, 1413 und 1415 kaufte Fulda Anteile von denen von Haun und 1416 das Dorf Ried von Simon von Steinau-Steinrück. 1441 verkaufte der Abt ein Viertel des Gerichtes an Henne von Ebersbach. 1450 wurde ein Burgfrieden zwischen den Ganerben der Burg Ebersburg und dem Hochstift geschlossen. 1493 wurden die Vogteien in Ried, Rhönshausen und Heinefeld eingelöst und die Vogteien zu Schmalnau, Thalau und zwei Güter in Niederlütter erworben. Ein Rezeß aus dem Jahr 1496 regelte, dass die genannten Orte unter fuldische, Schmalnau und Thalau jedoch unter Ebersbergische Vogtei kommen sollten.
Als Ergebnis dieser Geschäfte hatte sich in der Mitte des 17. Jahrhunderts ein Kondominat zwischen Fulda und der Familie Weyhers ergeben, in dem beide Parteien die Hälfte hielten. 1654 strengten die von Weyhers einen Prozess gegen Fulda von dem Reichskammergericht an und forderten die fuldische Hälfte. Hintergrund war, dass die Urkunde von 1368 verschollen war (sie tauchte erst 1777 wieder auf). Vorerst einigte man sich darauf, alle Beamtenstellen doppelt zu besetzen. Die beiden Zentgrafen sollten jährlich alternierend amtieren. Die Einwohner mussten beiden Herrschaften huldigen, Urteile ergingen ebenfalls im Namen beider. 1701, 1711 und 1713 folgten weitere Prozesse, um diese Situation zu bereinigen. 1777 erwarb Fulda die Weihersche Hälfte und war damit alleiniger Besitzer des Gerichtes.

### Pfarrei Poppenhausen
Die ersten urkundlichen Erwähnungen der Besitzverhältnisse in Poppenhausen stammen aus 1327, als sich die Gebrüder Traboto und Heinrich von Steinau verpflichten, keine Befestigungen ohne Zustimmung von Fulda vorzunehmen. Ihr Besitz war fuldisches Lehen. 1387 werden auch die Herren von Ebersberg als Ganerben genannt. Hintergrund war eine Fehde zwischen den Ganerben und Fulda, die 1388 von Mainzer Bischof geschlichtet wurde, nachdem es Fulda nicht gelungen war die Burg Poppenhausen einzunehmen. Während ein Burgfrieden der Ganerben und Fulda das beiderseitige Verhältnis beruhigte, kam es in den folgenden Jahrzehnten zu weiteren Fehden der als Raubritter beschriebenen Ganerben gegen das Bistum Würzburg, die Grafen von Henneberg, die Grafen von Hanau und Kurmainz. Eine erneute Fehde mit Fulda führte 1459 zur Eroberung der Burg durch fuldische Truppen. 1470 erhielten die von Steinau, von Steinrück und von Ebersberg die Burg zurück, mussten aber die Landeshoheit von Fulda anerkennen.
1571 erhielt die Familie von Berlepsch ein Viertel der Pfarrei von Hand und Georg von Ebersbach und 1611 ein weiteres Viertel. Im 17. Jahrhundert führten von Berlepsch langjährige Prozesse um die Reichsunmittelbarkeit. 1699 erwarb Fulda den Anteil derer von Berlepsch und später einen weiteren Anteil von denen von Thüngen. 1709 erwarb Fulda den Rest von Heinrich von Mansbach. Dieser hatte seinen Anteil 1686 vom Hochstift erworben. Damit war Fulda auch hier alleiniger Besitzer.

### Pfarrei Gersfeld
Gersfeld war ursprünglich fuldisch. 1359 erhielt Fulda für Gersfeld das Recht vom Kaiser, Stadtbefestigungen einzurichten (was jedoch zunächst nicht umgesetzt wurde). 1350 erhielt von Schneeberg die Wasserburg Gersfeld als fuldisches Lehen. 1402 erzwang der Bischof von Würzburg jedoch, dass von Schneeberg Gersfeld als Würzburger Lehen erhalten habe. 1406 eroberte das Hochstift Würzburg die Burg und nahm Hermann von Schneeberg und seine Familie gefangen. Würzburg versetzte das eroberte Gersfeld an Hans von Steinau. 1428 verpfändete Würzburg das Amt an Heinrich von Ebersberg und ernannte ihn zum Amtmann. 1435 kam es zu einem Rezess, in dem die Familie von Schneeberg gegen 1550 Gulden ihre Ansprüche an Ebersberg verkauften.
Auch wenn die Pfarrei Gersfeld faktisch zum Hochstift Würzburg gehörte, erkannte Würzburg die fuldische Landeshoheit und die Zentgerichtsbarkeit an. Im Rahmen der Vereinbarung von 1777 verzichtete Fulda auf seine Ansprüche am Amt und es wurde eine gesonderte Zent Gersfeld gebildet, die Würzburg zustand.

### Fürstentum Nassau-Oranien-Fulda
Das Fürstentum Nassau-Oranien-Fulda entstand aufgrund des Reichsdeputationshauptschlusses 1803. In Bezug auf die Rechtsprechung und Verwaltung wurde mit der Landesherrlichen Verordnung die Ober= und Ämter betrefffend vom 8. Januar 1803 eine Neuorganisation der bestehenden Ämter vorgenommen. Das Amt Weyhers wurde damit um Altenhof, Lütter mit Memlos, Melters mit Hattenroth, Ried und Sieblos erweitert. Das Amt trug nun die Bezeichnung eines Amtes II. Klasse.

### Großherzogtum Frankfurt
1806 wurde das Fürstentum Nassau-Oranien-Fulda französisch besetzt und 1810 Teil des Großherzogtums Frankfurt. In der Franzosenzeit war die Bezeichnung des Amtes Distriktsmairie Weyhers, an der Struktur änderte sich nichts (siehe hierzu Gerichtsorganisation im Großherzogtum Frankfurt). Insbesondere die Trennung der Rechtsprechung von der Verwaltung wurde nicht eingeführt.
Gemäß der Schlussakte des Wiener Kongresses vom 9. Juli 1815 ging das Amt an das Königreich Preußen über. Dieses übertrug das Amt am 16. Oktober 1815 an das Kurfürstentum Hessen und dieses tauschte das Amt ohne die Dörfer Melters und Hattenroth mit dem Vertrag vom 20. März 1816 mit Österreich. Am 14. April 1816 überließ Österreich seinen Anteil an Bayern. In Bayern wurde 1817 das Landgericht Weyhers gebildet.

## Umfang des Amtes
1790 wurden Abtsroda, Altenfeld, Ebersberg, Gackenhof, Gichenbach, Hettenhausen, Lütter, Poppenhausen, Rodholz, Schmalnau, Steinwand, Thalau und Weyhers als Bestandteile des Amtes genannt.

## Persönlichkeiten

### (Ober-)amtsmänner
- Philipp Anton Freiherr von Redwitz (1800)

### Amtsvögte
- Jakob Freisleben (bis 1770)
- Georg Ignaz Weikard (1770–1776)
- Johann Ignaz Dotter (1776–1802)